# Gasteracantha interrupta
Gasteracantha interrupta là một loài nhện trong họ Araneidae.
Loài này thuộc chi Gasteracantha. Gasteracantha interrupta được Maria Dahl miêu tả năm 1914.